# 倫德冰川
71°53′S 6°15′E / 71.883°S 6.250°E
倫德冰川（挪威語：Lundebreen）是南極洲的冰川，位於穆利格-霍夫曼山脈，流經霍赫勒斯卡韋特山和約許爾許爾夏山之間，全長46公里，該冰川以挪威的冰川學家命名。

## 外部連結
- Scientific Committee on Antarctic Research (SCAR)